# Ipomoea urbaniana
Ipomoea urbaniana là một loài thực vật có hoa trong họ Bìm bìm. Loài này được (Dammer) Hallier f. mô tả khoa học đầu tiên năm 1898.